# Vodeni rastvor
Vodeni rastvor je rastvor u kome je rastvarač voda. On se obično prikazuje u hemijskim jednačinama dodavanjem (aq) na relevantnu hemijsku formulu. Na primer, rastvor kuhinjske soli, ili natrijum hlorida (NaCl), u vodi se prikazuje kao Na+(aq) + Cl−(aq). Reč aqueous znači koji se odnose na, u vezi sa, slično, ili rastvoren u vodi. Kako je voda odličan rastvarač, a isto tako je prirodno izobilna, ona je sveprisutni rastvarač u hemiji.
Supstance koje su hidrofobne ('boje se vode') obično se dobro ne rastvaraju u vodi, dok se one koje su hidrofilne ('vole vodu') dobro rastvaraju. Primer hidrofilne supstance je natrijum hlorid. Kiseline i baze su vodeni rastvori, u skladu sa Arenijosovom definicijom.
Sposobnost supstance da se rastvori u vodi je određena time da li supstanca može da odgovori ili prevaziđe jake atraktivne sile koje molekuli vode generišu među sobom. Ako supstanca nema sposobnost rastvaranja u vodi njeni molekuli formiraju precipitat.
Reakcije u vodenim rastvorima su obično metatezne reakcije. Metatezne reakcije su još jedan termin za dvostruko premeštanje, do koga dolazi kad se katjon dislocira da formira jonsku vezu sa drugim anjonom. Katjon vezan za taj anjon se disocira i vezuje sa drugim anjonom.
Vodeni rastvori koji provode električnu struju sadrže jake elektrolite, dok oni koji su slabi provodnici imaju slabe elektrolite. Jaki elektroliti su supstance koje su kompletno jonizovane u vodi, dok slabi elektroliti ispoljavaju samo mali stepen jonizacije u vodi.
Neelektroliti su supstance koje se rastvaraju u vodi ali zadržavaju svoj molekularni integritet (ne disociraju se u jone). Primeri takvih materijala su šećer, urea, glicerol, i metilsulfonilmetan (MSM).
Za pisanje jednačina reakcija u vodi, esencijalno je da se utvrdi precipitat. To se može uraditi koristeći šemu rastvorljivosti. Rastvorna jedinjenja se zadržavaju u rastvoru, dok se nerastvorna talože. Treba imati u vidu da ne dolazi uvek do precipitacije.
Pri izvođenju proračuna reakcija jednog ili više rastvora, neophodno je znati koncentraciju, ili molarnost, vodenih rastvora. Koncentracija rastvora se daje u vidu članova koji formiraju rastvor pre rastvaranja.